# Лейтон, Аманда
Ама́нда Ле́йтон (англ. Amanda Leighton; род. 7 июня 1993, Фресно, Калифорния) — американская актриса

.

## Биография и карьера
Аманда Лейтон родилась 7 июня 1993 года во Фресно (штат Калифорния, США) в семье испанского происхождения. Она окончила Среднюю школу Кловис-Уэст.
Лейтон начала свою актёрскую карьеру в возрасте 10-ти лет в своём родном городе и получила своего первого агента в возрасте 12-ти лет, когда начала заниматься актёрскими занятиями и отправилась на прослушивание в Лос-Анджелесе, штат Калифорния. У неё также есть 11-летний опыт в танцах, который она использовала во время съёмок в телесериале ABC Family «Добиться или сломаться», где она сыграла гимнастку по имени Уэнди Кэпшоу.
Среди других работ Лейтон роли в нескольких телевизионных шоу, включая телесериалы «Клиент всегда мёртв», «Милые обманщицы» и «Анатомия страсти». Она также появилась в рекламных роликах для Quicken Loans, Meow Mix, Comcast и Plavix.
Наибольшую известность получила благодаря роли Эммы Курцман в сериале «Фостеры».
Участвовала в озвучивании игр «Lego Dimensions» и «World of Final Fantasy».

## Избранная фильмография
| Год       |    | Русское название       | Оригинальное название      | Роль                             |
| --------- | -- | ---------------------- | -------------------------- | -------------------------------- |
| 2005      | с  | Клиент всегда мёртв    | Six Feet Under             | поющий ребёнок в костюме кактуса |
| 2010      | с  | Мыслить как преступник | Criminal Minds             | Триш Лик                         |
| 2011      | с  | Анатомия страсти       | Grey's Anatomy             | Сара Кэссиди                     |
| 2011      | с  | Доктор Хаус            | House                      | Елена в юности                   |
| 2011      | с  | Милые обманщицы        | Pretty Little Liars        | Даниэль                          |
| 2011—2012 | с  | 90210: Новое поколение | 90210                      | Алекс Скарборо                   |
| 2012      | с  | Добиться или сломаться | Make It or Break It        | Уэнди Кэпшоу                     |
| 2013      | с  | В ударе                | Kickin' It                 | Эрика Страффмен                  |
| 2013      | с  | Остин и Элли           | Austin & Ally              | Бонни                            |
| 2013—2014 | с  | Молодые и дерзкие      | The Young and the Restless | Рейвен                           |
| 2014      | с  | Кости                  | Bones                      | Шона                             |
| 2014—2018 | с  | Фостеры                | The Fosters                | Эмма Курцман                     |
| 2015      | ки | Lego Dimensions        | Lego Dimensions            | Цветик                           |
| 2016      | мс | Юные титаны, вперёд!   | Teen Titans Go!            | Цветик                           |
| 2016      | с  | Роузвуд                | Rosewood                   | Софи Хорнстон                    |
| 2016      | ки | World of Final Fantasy | World of Final Fantasy     | Рейнн                            |
| 2016—2019 | мс | Суперкрошки            | The Powerpuff Girls        | Цветик                           |
| 2017      | с  | Это мы                 | This Is Us                 | 15-16-летняя Софи                |

## Награды и номинации
| Год  | Награда                        | Категория                                          | Работа                 | Результат |
| ---- | ------------------------------ | -------------------------------------------------- | ---------------------- | --------- |
| 2017 | Behind the Voice Actors Awards | Breakthrough Voice Actress of the Year             |                        | Номинация |
| 2017 | Behind the Voice Actors Awards | Best Female Lead Vocal Performance in a Video Game | World of Final Fantasy | Номинация |
| 2017 | Behind the Voice Actors Awards | Best Vocal Ensemble in a Video Game                | World of Final Fantasy | Номинация |